# Earomyia crystallophila
Earomyia crystallophila är en tvåvingeart som först beskrevs av Becker 1895.  Earomyia crystallophila ingår i släktet Earomyia och familjen stjärtflugor. Inga underarter finns listade i Catalogue of Life.